# Tine Baun
Pour les articles homonymes, voir Rasmussen et Baun.
Tine Baun, née Rasmussen le 21 juillet 1979, est une joueuse professionnelle de badminton.

## Carrière professionnelle

### Palmarès

#### Compétitions internationales
| Rang                    | Année | Lieu                    |
| ----------------------- | ----- | ----------------------- |
| Jeux olympiques :       |       |                         |
| 8es de finale           | 2008  | Pékin, Chine            |
| 32es de finale          | 2004  | Athènes, Grèce          |
| Championnats du monde : |       |                         |
| 3                       | 2010  | Paris, France           |
| 1/4 finale              | 2009  | Hyderâbâd, Inde         |
| Championnats d'Europe : |       |                         |
| 1                       | 2010  | Manchester, Royaume-Uni |
| 2                       | 2008  | Herning, Danemark       |
| 1/4 de finale           | 2006  | Bois-le-Duc, Pays-Bas   |

#### Tournois internationaux
| Année | Rang | Tournoi                      |
| ----- | ---- | ---------------------------- |
| 2010  | 1    | Open d'Angleterre            |
| 2009  | 1    | Open de Malaisie (badminton) |
| 2009  | 1    | Open de Corée du Sud         |
| 2009  | 2    | Open d'Angleterre            |
| 2009  | 1    | Open du Danemark             |
| 2008  | 1    | Open de Malaisie (badminton) |
| 2008  | 1    | Open d'Angleterre            |
| 2008  | 1    | Open de Singapour            |
| 2007  | 1    | Open du Japon                |